# Потаро
Пота́ро (англ. Potaro River) — река в Гайане, левый приток Эссекибо. На реке расположен один из высочайших водопадов мира Кайетур (225 м).

## География и гидрография
Своё начало Потаро берёт на восточном склоне гор Серра-Пакарайма, протянувшихся вдоль границы Гайаны с Бразилией. Течёт на восток, от водопада Кайетур — на северо-восток и от места впадения в неё реки Курибронг снова на восток. Впадает слева в реку Эссекибо.
Площадь водосборного бассейна (до измерительной станции в Туматумари) 2395 км². Средний расход воды у водопада Кайетур 205 м³/с (данные 1950—1968 годов), у Туматумари 522 м³/с (данные 1946—1954 годов). На реке располагаются 9 водопадов, самым заметным из которых является Кайетур. Объём осадков в водосборном бассейне Потаро, по некоторым данным, самый высокий во всей северо-восточной части Южной Америки. Два сезона тропических дождей в год приходятся на периоды с мая по июль и (в меньшей степени) с декабря по январь. Между этими двумя сезонами в регионе стоит сухая погода.

## Биология
В 1908 году американский биолог Карл Айгенман предпринял экспедицию вдоль Потаро и Эссекибо и задокументировал 360 видов рыб, в том числе 128 новых. 336 видов из этих 360 остаются признанными к концу XX века. В исследовании, проведённом в 1998 год, были собраны образцы рыб 270 видов, и в большинстве исследованных регионов биоразнообразие существенно не снизилось по сравнению с 1908 годом. В верхнем течении Потаро в 1908 и 1998 годах было найдено соответственно 20 и 22 вида рыб, в нижнем — 131 и 132 соответственно.

## Хозяйственное значение
Благодаря перепадам высот Потаро представляет собой серьёзный гидроэнергетический ресурс. Первая в Гайане ГЭс была построена в 1950-е годы на этой реке и использует энергию водопада Туматумари. Мощность этой гидроэлектростанции составляла 1500 кВт. К концу XX века началась подготовка к строительству крупного гидроэнергетического комплекса общей мощностью 50 МВт на Потаро ниже места впадения в неё реки Курибронг, за 15 км до устья Потаро.
На реке ведётся добыча золота, что приводит к её значительному загрязнению.